# Černá Hora (birra)
Černá Hora è una marca di birra della Repubblica Ceca, prodotta dall'omonimo birrificio, il più antico di tutto il Paese. I primi scritti riferiti al birrificio risalgono al 1298. La fabbrica si trova pochi chilometri a nord di Brno, nella provincia di Blansko. In Italiano, il nome significa "Monte Nero".

## Marche prodotte
La birra è presente in diverse e numerose varianti, tra le quali si possono ricordare:
- Tas: è una birra bionda, di tipo Pilsener, dal gusto leggero e leggermente luppololato; possiede 10 gradi saccarometrici, circa 4% di volume alcolico. Questa birra ha ottenuto il suo nome in onore del suo proprietario storico e fondatore del birrificio: Tas Černohorský.
- Kern: 10 gradi saccarometrici, è una birra Pilsener rossa. Si tratta del primo marchio di una birra rossa prodotta in Repubblica Ceca.
- Sklepní: 10 gradi saccarometrici, è una birra bionda Pilsener non filtrata ad alto contenuto di lievito.
- Páter: 11 gradi saccarometrici, è una birra lager bionda, tipica Bohemian Pilsener di circa 4,4 % di volume alcolico. Birra che va servita ad una temperatura compresa tra 8 e 11 gradi. È una birra dal sapore fresco dal leggero gusto luppolato, leggermente amarognola. Il nome della birra è in onore del padre Vincenc Ševčík, fondatore della società per azioni nel 1896. Esiste anche la versione non filtrata disponibile solamente in barili per la spinatura.
- Světlý Ležák, un tempo commercializzata anche con il nome di Kamelot: 12 gradi saccarometrici, birra lager bionda Bohemian Pilsener, con circa gradi 4,8 % di volume in alcool.
- Granát: 12 gradi saccarometrici, è una  birra Dunkel ambrata, di circa 4,8 % di volume in alcool. Questa birra è caratterizzata da un colore ambrato scuro, dotato di un buon potere schiumogeno e buon gusto persistente.
- Kvasar: 14 gradi saccarometrici, è una birra bionda speciale preparata con l'aggiunta di miele; è una Munchner Hell di circa 5,7% di volume in alcool.
- Black Hill: è una birra speciale, aromatizzata con l'aggiunta di miele e di 33 diversi tipi di erbe, fra cui liquirizia, coriandolo, olio essenziale di cannella, noce moscata, genziana ed altre. Raggiunge gli 11 gradi saccarometrici, corrispondenti a 4,4% di volume in alcool.
- Borůvka: birra speciale da 11 gradi aromatizzata con mirtilli, contiene il 4,4% di volume in alcool.
- Velen: è una birra non filtrata prodotta con malto di frumento ed orzo, la percentuale di malto di frumento è superiore al 50% del totale dei malti utilizzati. La fermentazione è alta. Il gusto è a metà strada fra una pilsner ed una weizen. La gradazione saccarometrica è di 12° e vanta un volume alcoolico di 4,8%.
- Forman: è stata per lungo tempo l'unica birra totalmente analcolica. La percentuale di alcool, infatti, era zero, a differenza di tutte le altre birre analcoliche che presentano comunque una percentuale di alcool inferiore allo 0,5% in volume. A fronte dello scarso successo commerciale la ricetta è stata modificata, aggiungendo una piccola percentuale di alcool. Rimane comunque per definizione una birra analcolica avendo una percentuale di alcool inferiore allo 0,49% in volume. È disponibile sia chiara che rossa.
- Refresh: è una birra estiva, dal basso contenuto alcolico, pari al 2,2% in volume, rinfrescante ed aromatizzata alla frutta. Attualmente esiste nella variante lime+arancia e nella variante mirtillo rosso+pompelmo.

## Premi e riconoscimenti
Il birrificio si è aggiudicato diversi premi al concorso internazionale European Beer Star. La Black Hill ha vinto la medaglia d'oro nel 2004 e nel 2005 nella categoria "birra al miele", e la medaglia di bronzo nel 2006 nella stessa categoria, oltre che un bronzo nel 2009 nella categoria "birra speziata o alle erbe"; la Páter una medaglia d'argento nel 2005 per la "pilsner in stile boemo"; la Granát ha vinto l'argento nel 2005, 2007 e 2008 per la "schwarzbier in stile boemo", mentre nel 2006 si è aggiudicata una medaglia di bronzo nella medesima sezione del concorso.

## Altri prodotti
Oltre alle birre vengono prodotte anche delle bevande analcoliche.
- Artesia acqua minerale, sia naturale che leggermente gassata.
- Grena bevanda a base di pompelmo e luppolo.
- Malina bevanda a base di lampone e luppolo.
- Vita bevanda a base di arancia, pesca e luppolo.
- Zázvorka bevanda a base di zenzero e luppolo.
- Sylvána bevanda a base di uva e luppolo.
- Tonic acqua tonica con aggiunta di luppolo.
- Kombajnérka bevanda a base di limone e luppolo.
- Koala bevanda alla cola, con aromi naturali e luppolo.